# Huibrecht van der Clusen
Huibrecht van der Clusen was secretaris van de bisschop van Kamerijk. In 1543 werd hij door keizer Karel V tot de adelstand verheven, en in 1551 werd hij beleend met de heerlijkheid  Waalre, Valkenswaard en Aalst (Noord-Brabant).
Dit werd niet geaccepteerd door Richard van Merode (1505-1560), die heer van Oirschot was. Hij meende de meest naaste verwant van de familie Van Horne te zijn, de voormalige heren, en dus recht op de heerlijkheid te hebben. De rechtbank van het Leenhof van Brabant te Brussel stelde Huibrecht in het gelijk, waarna het geslacht Van der Clusen gedurende de volgende 170 jaar de heren en vrouwen van Waalre, Valkenswaard en Aalst zou leveren.